# Кирил Домусчиев
Кирил Петров Домусчиев е български бизнесмен и предприемач.
Собственик е на ПФК „Лудогорец 1945“, Разград. Избран е за член на ИК на БФС на 12 октомври 2021 г.
Удостоен е със званията „Почетен гражданин на Разград“ на 27 януари 2012 г. и „Почетен гражданин на щата Небраска“, САЩ през 2019 г.

## Биография
Домусчиев е роден в София, България на 18 април 1969 г. Семеен, с три деца. Завършва средно образование в испанска паралелка в 9-а френска езикова гимназия „Алфонс дьо Ламартин“. След висшето си образование придобива магистърска степен по „Индустриален мениджмънт и маркетинг“ в Техническия университет в София. През 1990 г. Кирил Домусчиев и брат му Георги Домусчиев учредяват няколко търговски дружества за производство и търговия на потребителски стоки – облекла и обувки.
През 1996 г. основава приватизационен фонд „Напредък Холдинг“ АД, чрез който придобива акции в редица дружества в България, които развиват дейности в разни сфери на индустрията. Сред тях е производителят на велосипеди и мотокари „Балкан“ АД, в който майка му Маргарита Домусчиева е директор от 1997 до 2009 г.
През 1999 г. започва собствен фармацевтичен бизнес, като учредява „Хювефарма“ ЕООД, чрез която през 2000 г. приватизира публичното дружество „Биовет“ АД, Пещера – собственик на завод за производство на ветеринарни продукти в град Пещера. „Хювефарма“ ЕООД се развива като глобална фармацевтична компания с фокус върху разработването, производството и търговията с продукти за хуманната и ветеринарната медицина. Днес компанията има заводи в България, САЩ и Италия. Тя продава своите продукти чрез дъщерни дружества, търговски представителства и дистрибутори и е сред 10-те най-големи компании в света в областта на ветеринарната медицина.
През 2003 г. Кирил и брат му Георги Домусчиев учредяват „Адванс Пропъртис“ ООД, в което всеки от тях притежава по 50 % от капитала. То е холдингово дружество, чрез което братя Домусчиеви осъществяват повечето от инвестициите си. Водещите компании в „Адванс Пропъртис“ извършват дейности в областите: фармацевтична индустрия, морски транспорт, пристанищно опериране, строителство, недвижими имоти, медии и др.
През 2008 г., в резултат от проведена приватизационна процедура, „Адванс Пропъртис“ ООД чрез дъщерното си дружество „Кей Джи Маритайм Шипинг“ АД става собственик на 70 % от капитала на Параходство „Български морски флот“ АД, компания корабособственик с над 125-годишна история.
„Адванс Пропъртис“ ООД е едноличен собственик на „БМФ Порт Бургас“ ЕАД, което дружество е пристанищен оператор и концесионер на терминал Бургас Изток 2 и терминал Бургас Запад. Пристанището в Бургас е от стратегическо значение за България и сред най-големите в Черноморския регион.
През 2010 г. стартира собствен футболен проект и инвестира в развитието на ПФК „Лудогорец 1945“ ЕАД, Разград. Отборът на клуба успява да влезе в А професионална футболна група на българското футболно първенство и става шампион на България през следващите 13 поредни сезона: 2011/12, 2012/13, 2013/14, 2014/15, 2015/16, 2016/17, 2017/18, 2018/19, 2019/20, 2020/21, 2021/22, 2022/23, 2023/2024. През сезони 2014/15 и 2016/17 отборът играе в груповата фаза на „Шампионска лига“, а през сезони 2013/14, 2016/17, 2017/18, 2018/19 и 2019/20 отборът играе и в „Лига Европа“.
През 2011 г., заедно със съпругата си Кремена Домусчиева, учредява фондация „Кремена и Кирил Домусчиеви“ за извършване на общественополезна дейност. Фондацията фокусира своята дейност върху подпомагане на детски болнични заведения и специализирани заведения за деца, лишени от родителска грижа и много други разнородни дейности. Същата година той получава Наградата за принос в развитието на индустрията в конкурса „Мистър Икономика“ на сп. „Икономика“.
През 2012 г. е удостоен със званието „Почетен гражданин на Разград“. През 2016 г. омбудсманът на Република България Мая Манолова връчва приз „Добро сърце“ на Кирил Домусчиев за неговия личен принос в кампанията „Великден за всеки“.
Кирил Домусчиев е управител на „Хювефарма“ ЕООД, председател на Надзорния съвет на „Биовет“ АД и председател на Надзорния съвет на Параходство „Български морски флот“ АД, председател на Съвета на директорите на Huvepharma NV, Белгия, член на Съвета на директорите на Huvepharma Inc., САЩ.
През 2014 г. заради приноса му за развитието на българската индустрия Домусчиев е избран за председател на Управителния съвет на Конфедерацията на работодателите и индустриалците в България (КРИБ) – най-голямата национално представена работодателска организация в България. През март 2017 г. е преизбран за 2-ри последователен мандат.
През 2018 г. Кирил Домусчиев започва строителство на 2 нови производствени бази на „Биовет“ за ветеринарни продукти в Разград и Пещера. За финансирането на проекта са осигурени 100 млн. евро по плана „Юнкер“, което представлява и най-голямата инвестиция по тази програма. Заемът се отпуска от Европейската инвестиционна банка. Договорът е подписан през януари 2018 г. в София от Кирил Домусчиев, комисаря по инвестициите и конкурентоспособността на ЕС Юрки Катайнен и министъра на земеделието Румен Порожанов в присъствието на председателя на Европейската комисия Жан-Клод Юнкер и министър-председателя на България Бойко Борисов.
През октомври 2018 г., на заседание на настоятелството на Техническия университет в София Кирил Домусчиев е избран за член на Съвета на настоятелите. В Съвета влизат някои от най-добрите възпитаници на университета, изявени експерти в своята област и известни личности с активна гражданска позиция и авторитет в обществото. Съветът е активен партньор на университета за осъществяване на ефективно и прозрачно управление и предоставяне на качествено образование.
През октомври 2018 г. компанията му „Хювефарма“ получава наградата „Business of the Year“ за приноса си за икономическото развитие на град Сейнт Луис в щата Мисури, САЩ. Наградата е връчена на церемония от кмета на града пред 1250 представители на бизнеса от Сейнт Луис и щата.
През април 2019 г. „Адванс Пропъртис“ придобива „Нова Броудкастинг Груп“ – най-голямата медийна група в България. В портфолиото ѝ влизат 7 телевизионни канала, включително водещият български политематичен канал „Нова телевизия“, радиото Nova News, печатни издания и киноразпространителската компания LENTA, съдържа и множество дигитални медии и платформи, в това число най-голямата българска онлайн поща Abv.bg, водещите новинарски портали Nova.bg, Vesti.bg, DarikNews.bg, както и спортния портал Gong.bg. „Нова Броудкастинг Груп“ е най-големият участник на онлайн пазара в страната, достигайки до около 75 % от хората, използващи интернет в България.
През януари 2021 г. „Адванс Медиа Груп“ продава „Нова Броудкастинг Груп“ на „Юнайтед Груп“. Под ръководството на „Адванс Медиа Груп“ в периода между април 2019 и януари 2021 г. „Нова Броудкастинг Груп“ доказва водещата си роля като най-голямата медийна група, като увеличава портфолиото си до 10 телевизионни канала, най-голямата българска онлайн платформа „Нетинфо“, която достига до 80 % от българските интернет потребители всеки месец, както и 4 радиостанции.
През 2019 г. Кирил Домусчиев става почетен гражданин на американския щат Небраска. Признанието се дава от управата на щата заради инвестициите, които Домусчиев прави там, и работните места, които създава. Грамотата и златния печат на щата са връчени на Домусчиев от държавния секретар Робърт Ивнън на щата Небраска при посещението му в София. Кирил Домусчиев е най-големият български инвеститор в щата Небраска и в САЩ. Има заводи в 5 американски щата, като освен в Небраска, инвестициите му са в щатите Мисури, Северна Каролина, Арканзас и Колорадо.
На 20 януари 2020 г. Кирил Домусчиев получава наградата „Венец на победителя“, връчен му от министъра на спорта Красен Кралев, на церемония, организирана за „Нощта на шампионите“. „Венец на победителя“ е най-високото държавно отличие в областта на спорта.
На 26 ноември 2021 американско издание „Форбс“ излиза със статия, в която изчислява състоянието на братята Кирил и Георги Домусчиеви на 4,2 милиарда долара. Според, „Форбс“, състоянието на семейството се дължи на бизнеса им в България, САЩ, Белгия и други техни фирми по света, а семейство Домусчиеви са българите с най-големи инвестиции в САЩ.
През декември 2022 Домусчиев и „Хювефарма“ попадат в класацията Fortune Global 500, където е представена екологичната политика на компанията, усилията за пестене на енергия и внедрените зелени технологии и процеси.
Кирил Домусчиев става член на Консултативния съвет на Clinton Global Initiative по време на участието си в климатичен форум по покана на президента Бил Клинтън в края на 2022 г.

## Критики и скандали
На 27 май 2019 г. главният редактор на сайта Gong.bg Николай Александров напуска групата „Нетинфо“, която Домусчиев също придобива като част от сделката за „Нова Броудкастинг Груп“. Заедно с Александров напускат и други известни журналисти като Томислав Русев, Стефан Стоянов, Ивайло Йовчев, Веско Вълчев и Валентин Грънчаров, изказвайки недоволство от промяната в редакционната политика на медиите и отправяйки обвинения към Домусчиев за натиск над журналисти. Впоследствие тези твърдения биват отхвърлени от страна на Нова броудкастинг груп и Домусчиеви и в крайна сметка остават недоказани.
През юни 2019 година Нова Броудкастинг Груп освобождава и тогавашния изпълнителен директор на Нетинфо – Христо Христов, след като на два пъти се застъпва публично за Николай Александров. Освен изпълнителен директор, към онзи момент Христо Христов и баща му Радосвет Радев са собственици и на 30% от „Нетинфо“ през свързаните с тях дружества „Дарик Радио“ на Радев и „Уеб Финанс“ на Христов. Техният дял бива окончателно придобит от Домусчиеви година по-късно.
Сред обществото прави силно впечатление напускането и освобождаването на част от редакционния екип на „Нова телевизия“ след нейното придобиване от братя Домусчиеви. Сред тях са Генка Шикерова, Марин Николов, Миролюба Бенатова, Невена Василева, Богомил Грозев, Валдес Радев, Силва Зурлева, Лора Крумова, Цветомир Семов, Диана Димова, Виктория Бехар, Марина Стоименова, Ивета Шилигарова, Мирослава Иванова, Галя Щърбева, Станимира Иванова, Мария Йотова, Живко Константинов, Искра Урумова, Ива Софиянска-Божкова, Ясен Дараков, Антоанета Николова, Елена Гюрова, Марина Цекова, Надежда Узунова, Аделина Радева, Велина Сашева, Златина Зехирова.